# قهوج

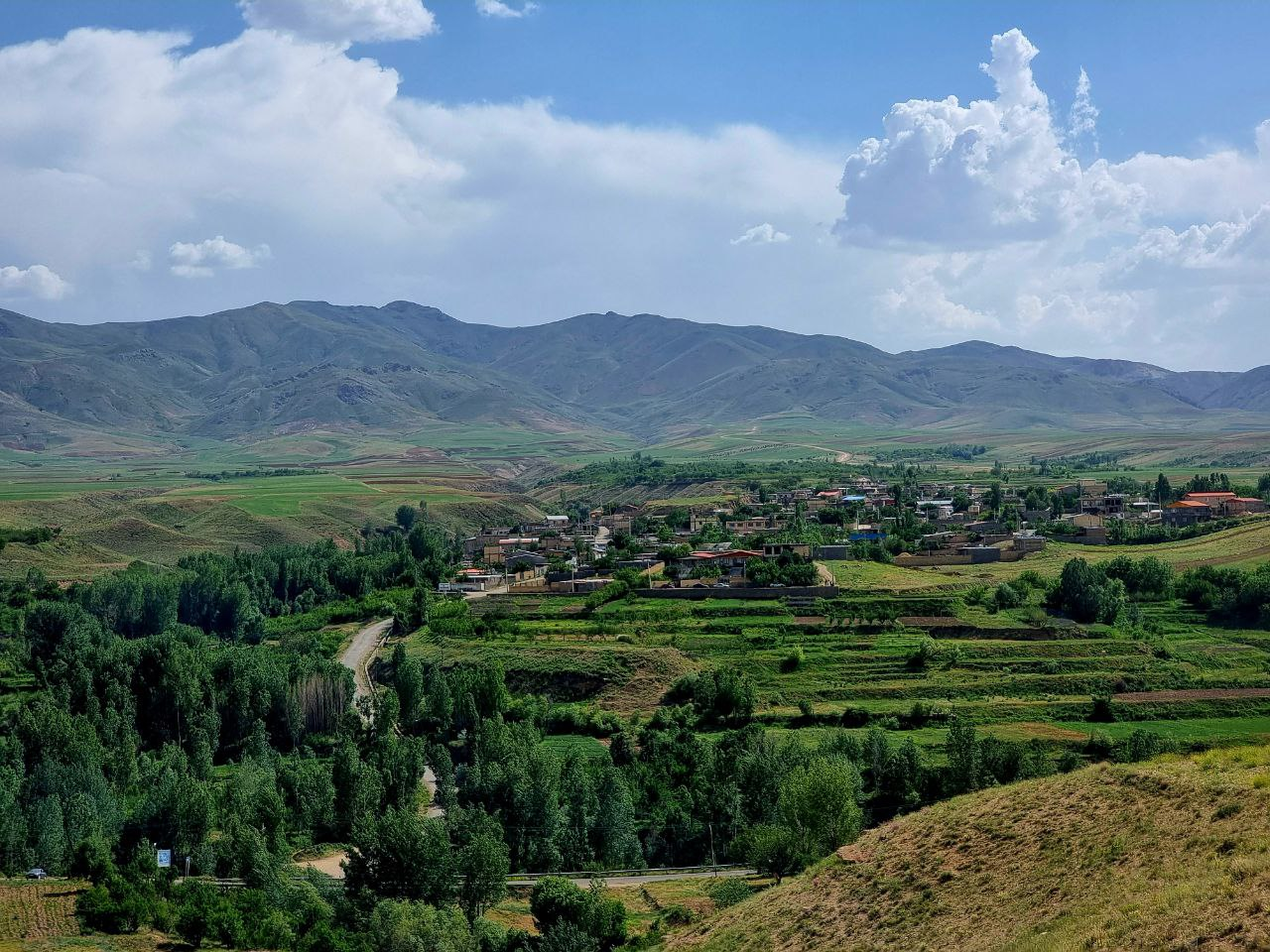
طبیعت زیبا از روستای قهوج

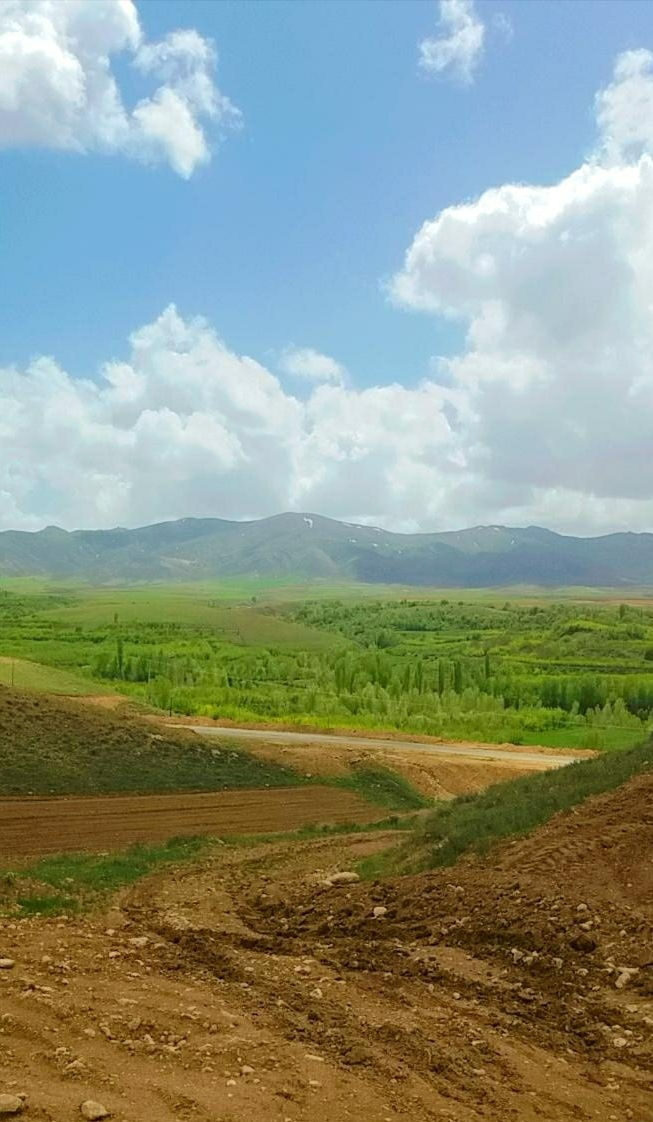
طبیعت روستای قهوج

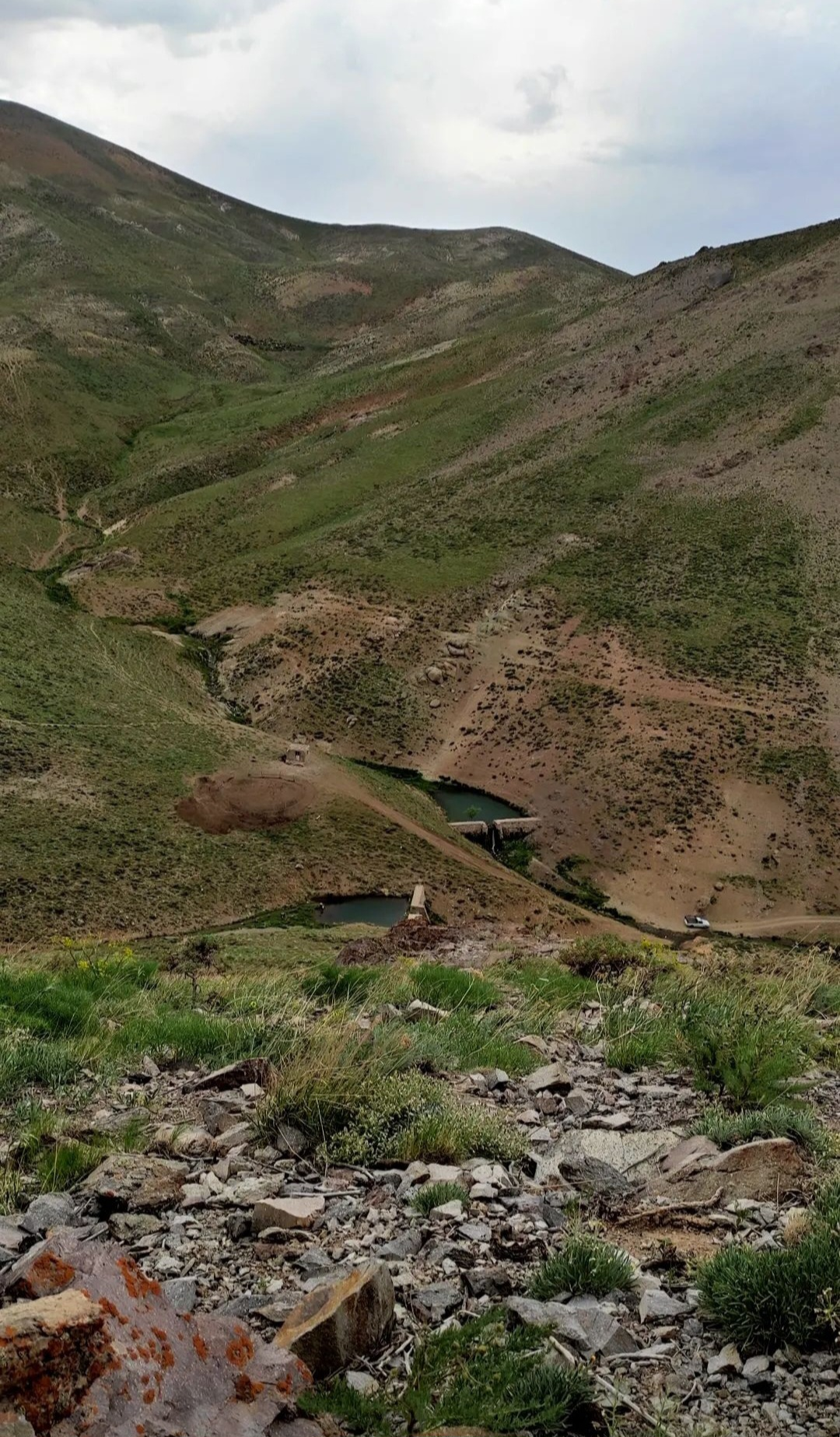
چشمه ایکی سوقاروشان

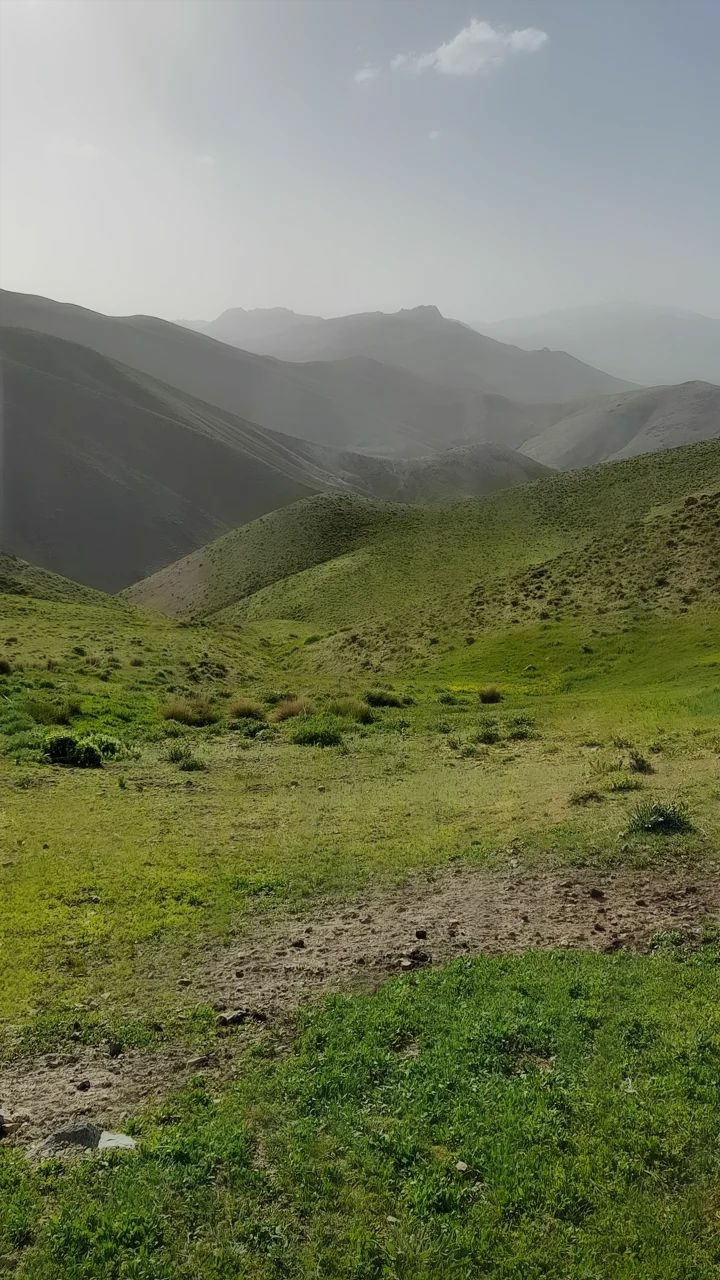
کوه های تندیرلی قهوج

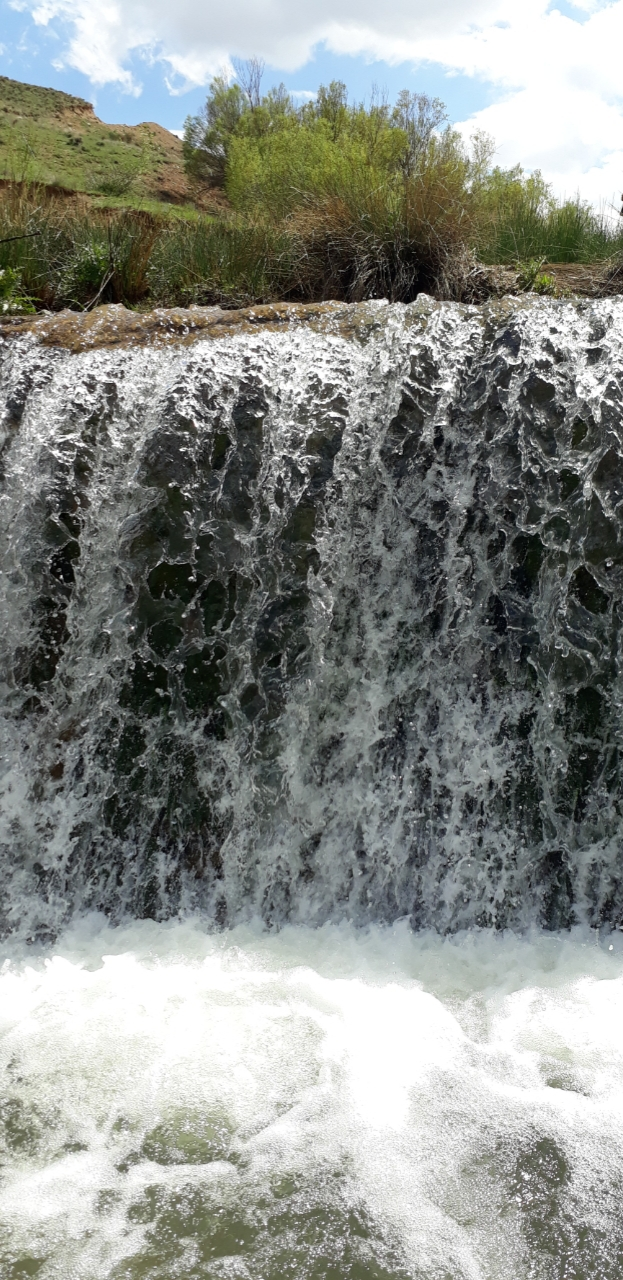
چشمه صفربولاغی قهوج

قهوج، روستایی ترک تبار و خوش آب و هوا از توابع بخش مرکزی شهرستان آوج در استان قزوین است که در 8کیلومتری شرق آوج قرار گرفته است که با تلاش مردم زحمت کش روستا رتبه نخست تولید میوه را درسطح شهرستان آوج  به خود اختصاص داده مکان های دیدنی این روستا مانند تپه قهوج( قلعه حسرت)  از آثار دوره پس اسلام سلجوقیان است که نشانگر اهمیت تاریخی منطقه قاراقان (خرقان)و همچنین قدمت این روستای زیباست.یکی دیگر از مکان های تفریحی این روستا آبشار ایکی سوقاروشان است که دوچشمه بزرگ از کوه های تندیرلی و قاراداغ سرچشمه میگیرن و در ادامه مسیر باهم برخورد میکند. این دوچشمه محصور بین کوه های استان قزوین و استان همدان قرار گرفته است و همچنین میتوان به چشمه صفربولاغی نیز اشاره کرد.

## جمعیت
این روستا در دهستان شهیدآباد قرار دارد و براساس سرشماری مرکز آمار ایران در سال ۱۳۸۵، جمعیت آن ۸۴۹ نفر (۱۶۶خانوار) بوده‌است.

## مردم شناسی
زبان
مردم این روستا به زبان ترکی آذربایجانی تکلم میکنند.
اقوام و طوایف ساکن این روستا
نوروزی
محمدحسنی
قربانی
فلاح غلامی
فلاح مقدم
هاشمی
محمدعلیخانی
میباشند که در این روستا زندگی میکنند.
پراکندگی مردم این روستا
بیشتر مردم این روستا مقیم استان تهران شهرتهران و شهرستان های آن شهریار (تهران) وامیریه (شهریار) و ملارد و اندیشه (شهریار) و بخش هایی از جنوب تهران شهر ری و اسلامشهر
مردم مقیم استان البرز و شهرستان های آن اشتهارد و کرج و استان های دیگر استان قزوین و استان قم و بخشی از استان همدان بخش قروه درگزین ساکن هستند.
دین و آئین

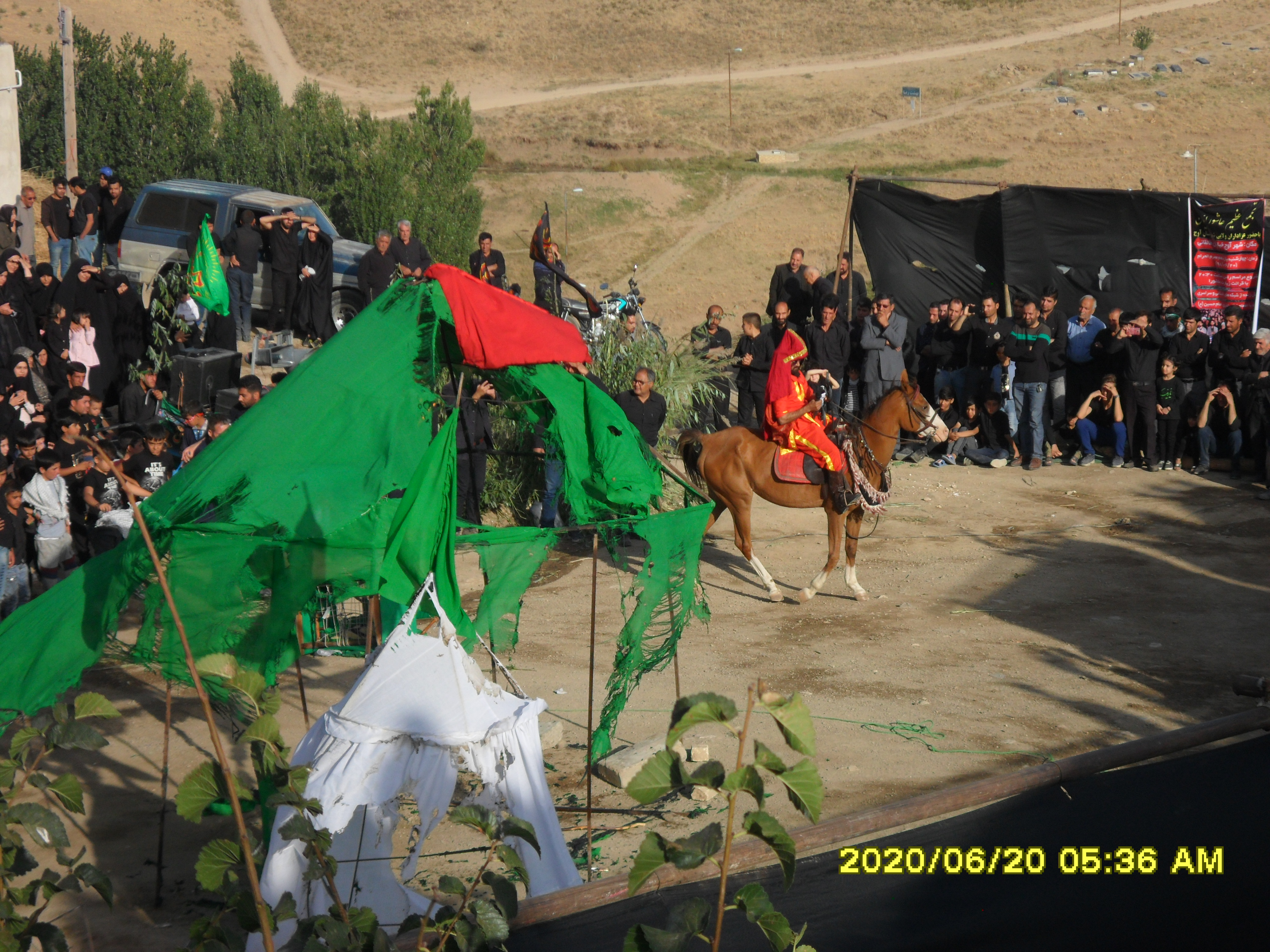
مراسم خیمه سوزان روستای قهوج

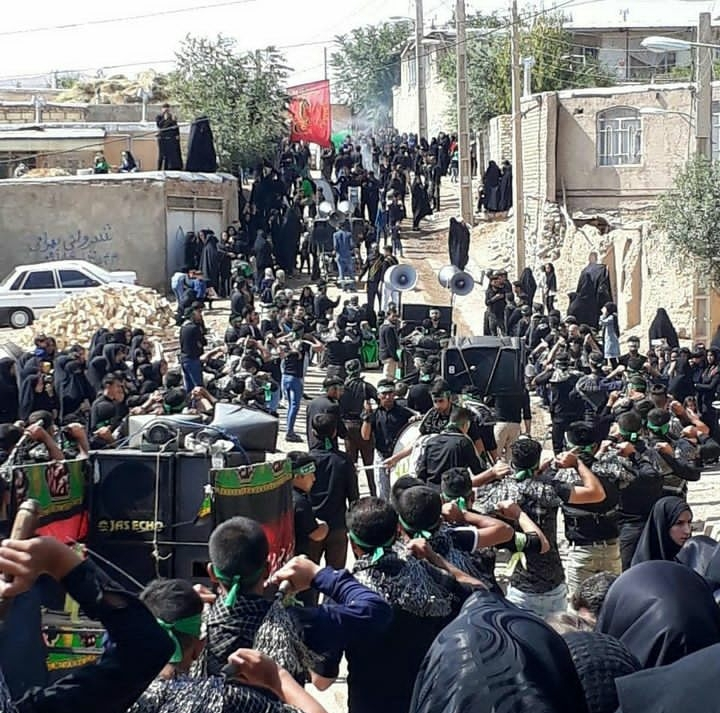
عاشورای حسینی قهوج

مردم این روستا پیرو مذهب شیعه هستند. هرساله در تاسوعا و عاشورای حسینی دسته های عزاداری پرجمعیت و باشکوهی را ایجاد میکنند که در روز عاشورا اکثر مردم مقیم شهرهای دیگر این روستا در روستا گردهم جمع می شوند وعزاداری را انجام می‌دهند.

##### مشاغل
شغل اکثر مردم روستای قهوج از قدیم الایام کشاورزی و دامداری است، و به دلیل کوهستانی بودن منطقه دامداری و پرورش دام سبک در این روستا مرسوم بوده است. محصولات عمده آن گندم، جو و غلات و سیب‌زمینی است.
در سال های اخیر اکثر مردم به کاشت درختان میوه مخصوصا سیب، هلو و گلابی روی آورده اند.
روستای قهوج را با نام شکسته بندان معروف آن می شناسند، که از پدر جد به این پیشه مشغول بوده‌اند.
مرحوم استاد حاج محمدآقا نوروزی شکسته‌بند فرزند استاد حاج آقا شکسته‌بند و جدشان استاد محمدحنفیه شکسته‌بند که نزدیک به دو قرن از زمان اباواجداد شاغل به پیشه شکسته‌بندی بوده‌اند، و به گواه اکثر اهالی و بزرگان محل و منطقه چنان در کار خود متبحّر و مجرب بوده‌اند که گویی معجزنمایی می‌کردند.

در حال حاضر این پیشه در خانواده به صورت موروثی ادامه دارد.

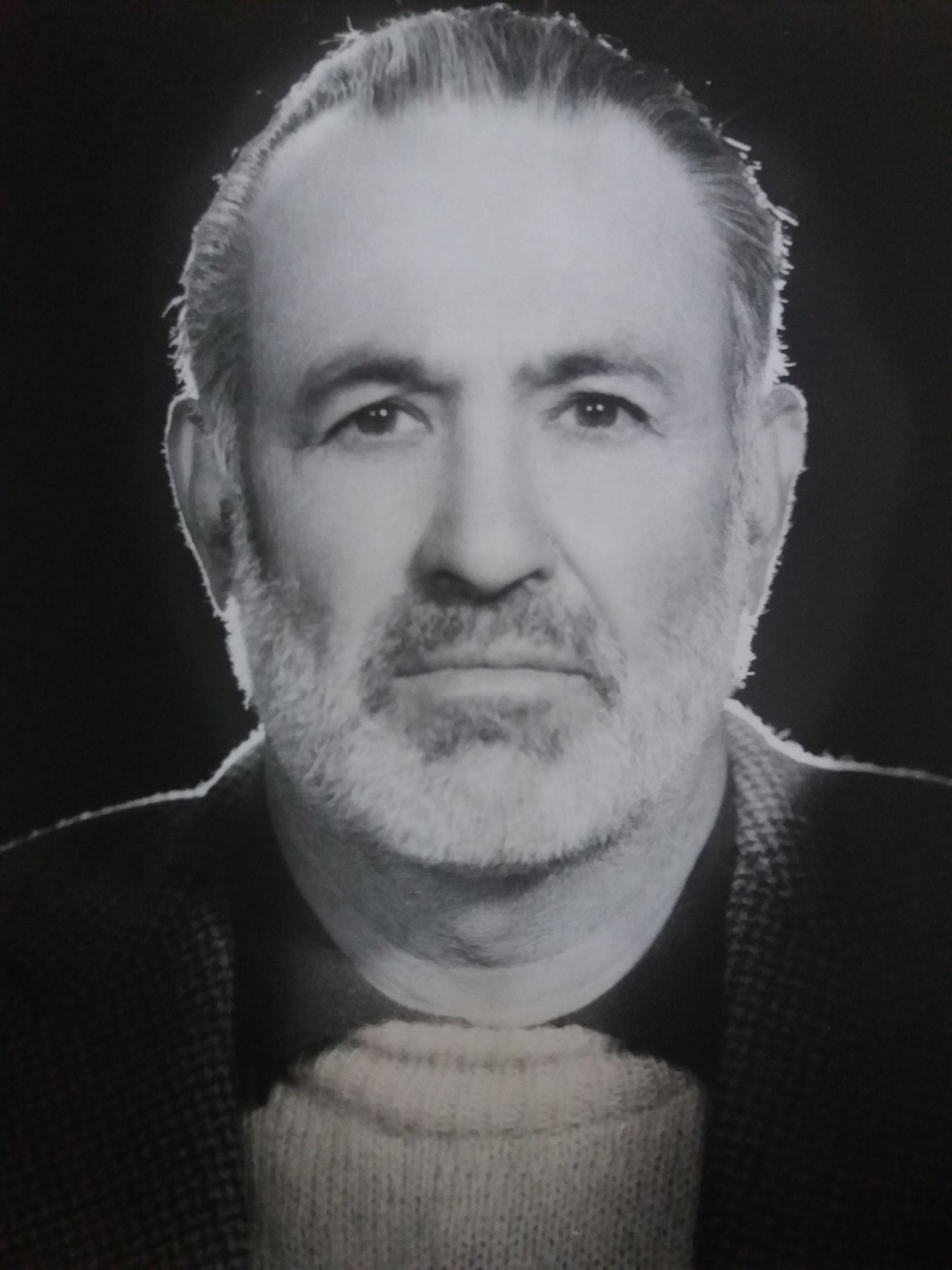
استاد حاج محمدآقا نوروزی

## جغرافیا
روستای قهوج در دهستان های خرقان غربی شهیدآباد (آوج)قرار دارد و با روستاهای شهیدآباد (آوج)و چوبینه (آوج) و خروس‌دره همسایه است.

## آب و هوا
این منطقه به دلیل قرار گرفتن در منطقه کوهستانی زمستان های سرد و پربرف و تابستان های خنک را به همراه دارد.

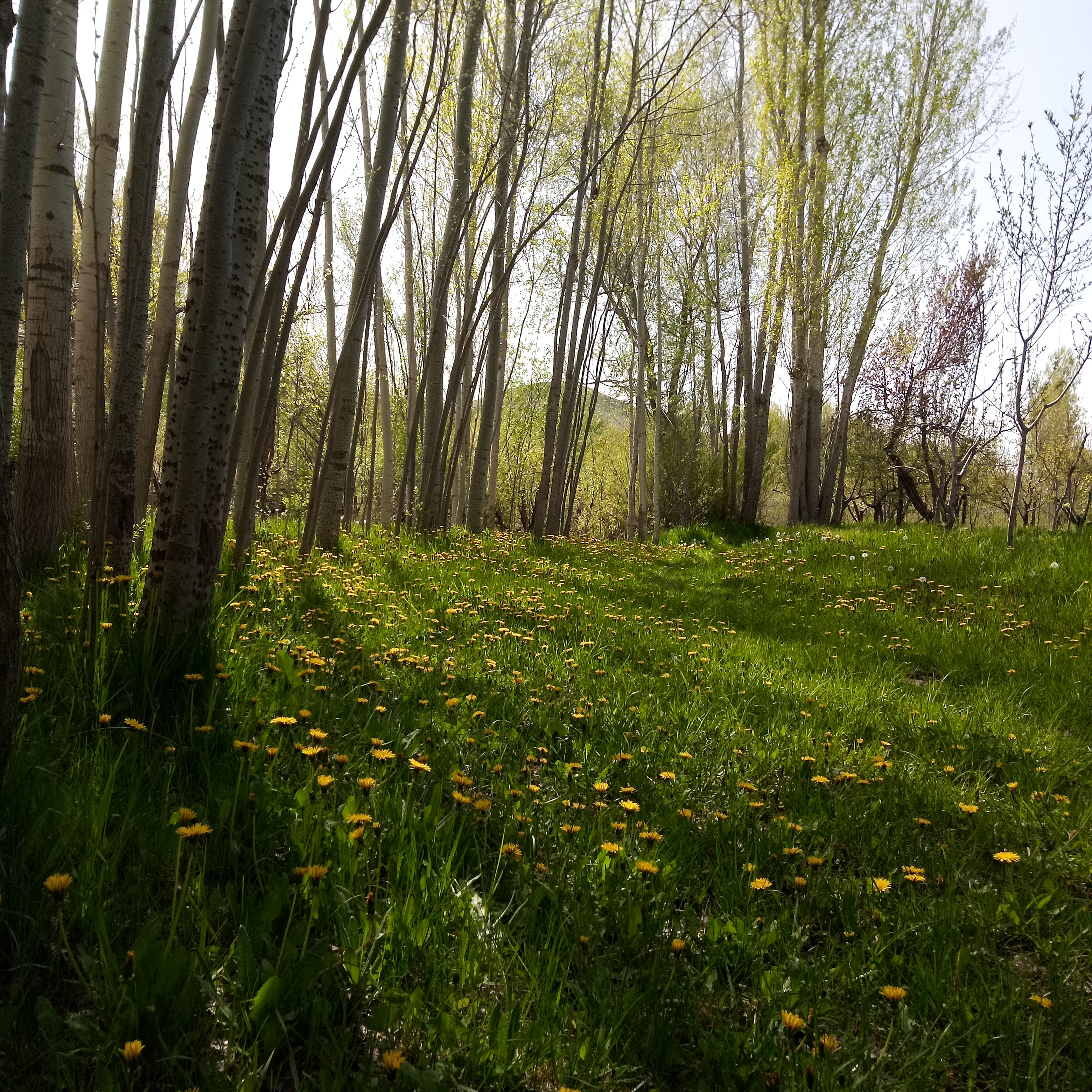
بهار روستای قهوج

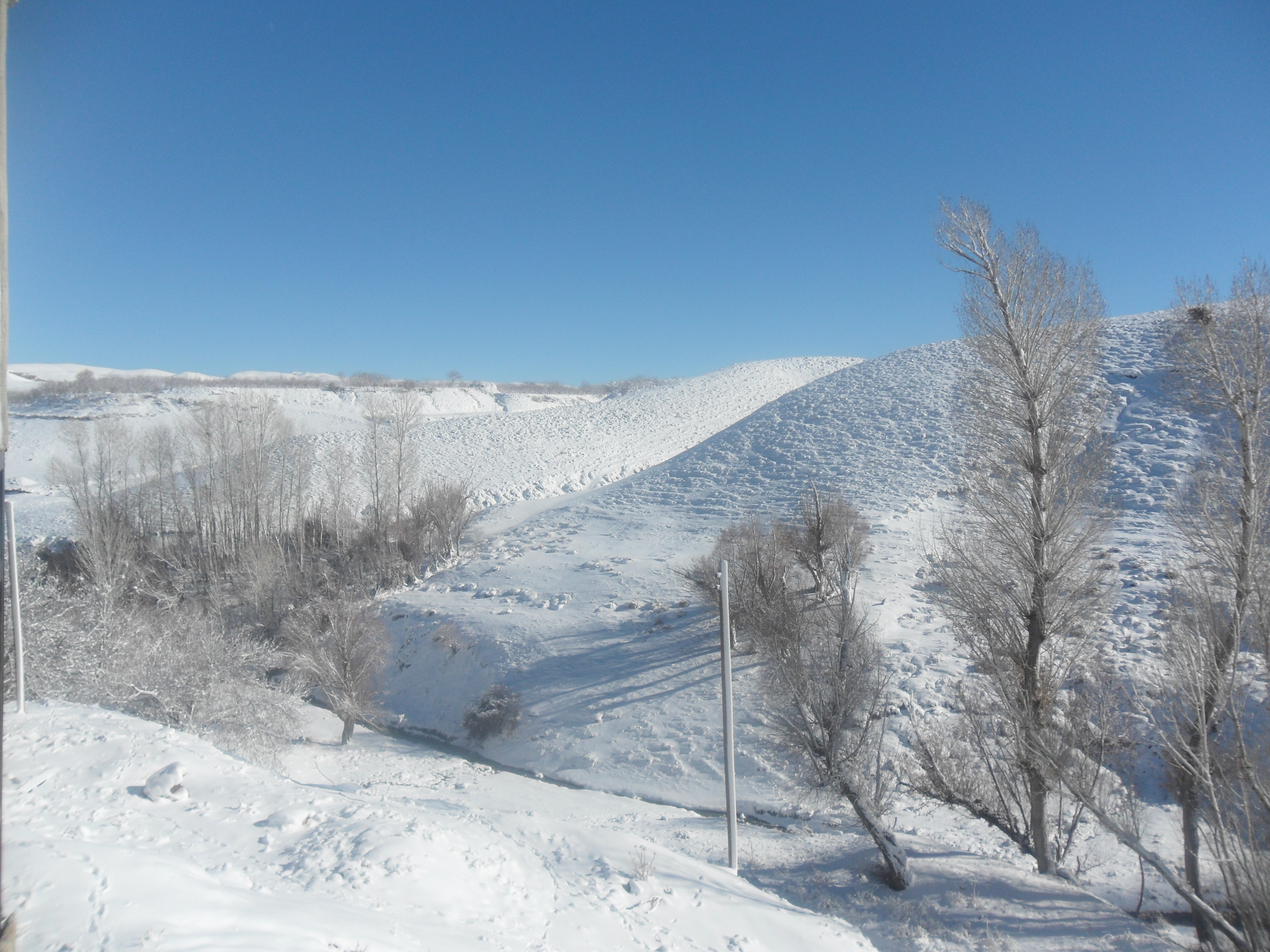
زمستان روستای قهوج

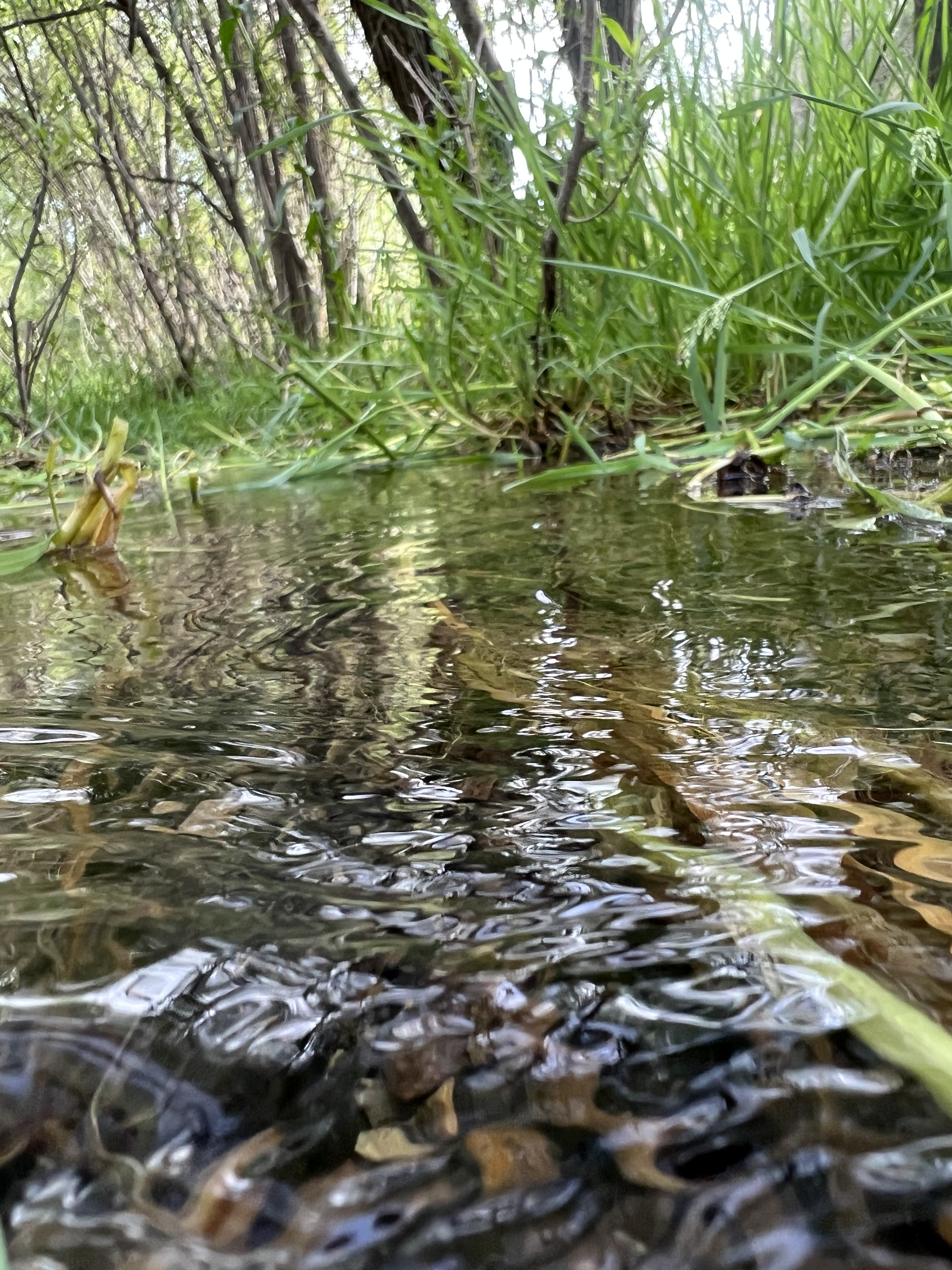
چشمه

## نگارخانه

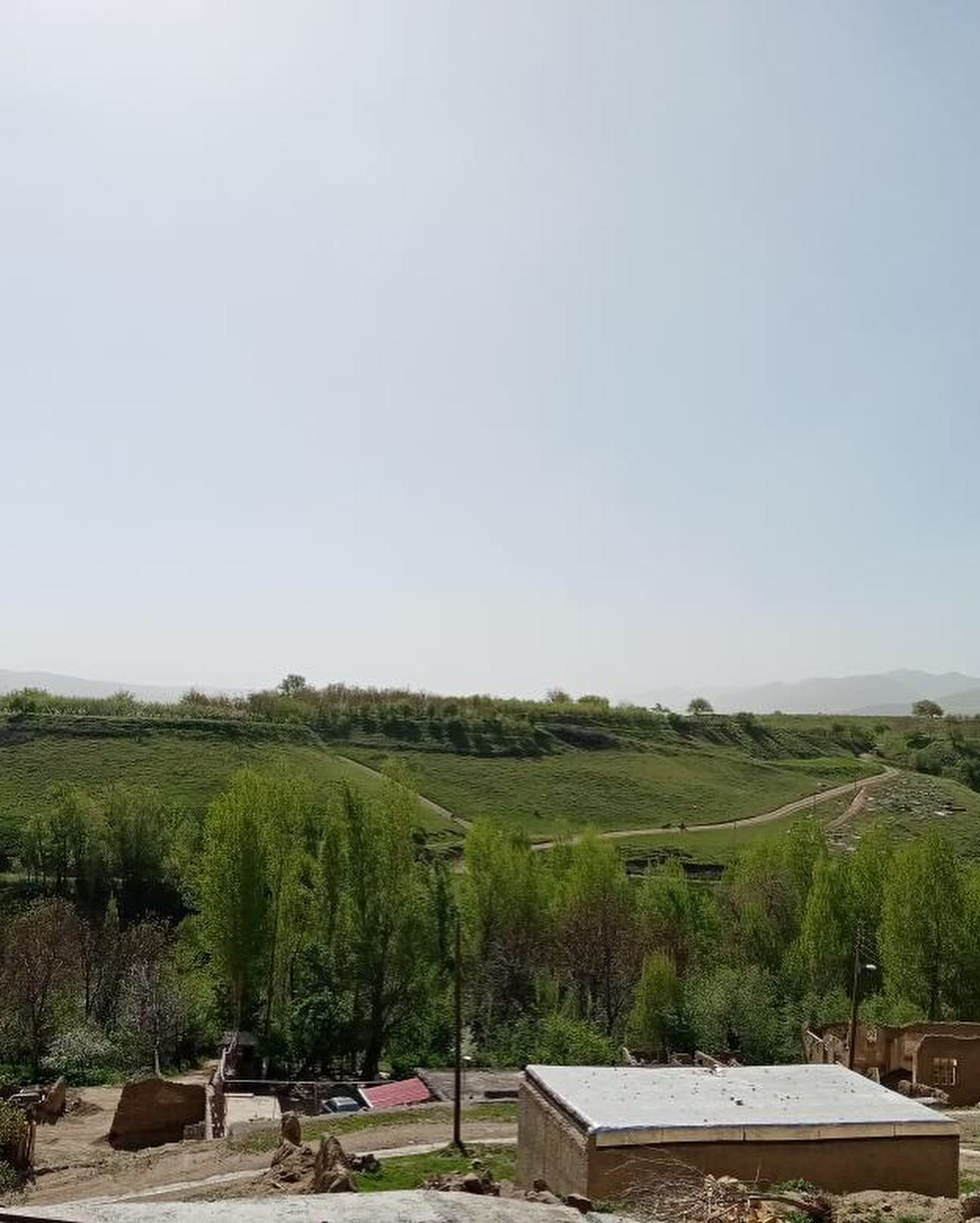
نمایی از طبیعت زیبای قهوج (طبیعت زنگاب)

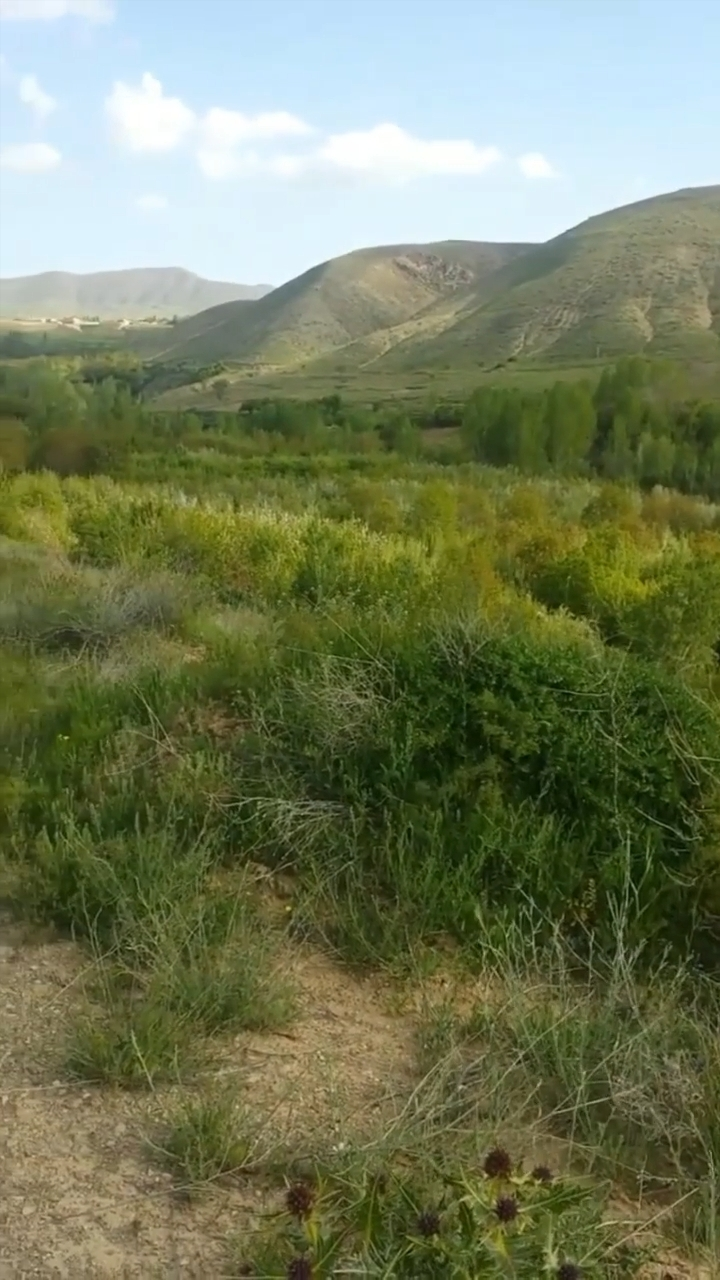
طبیعت دلنشین

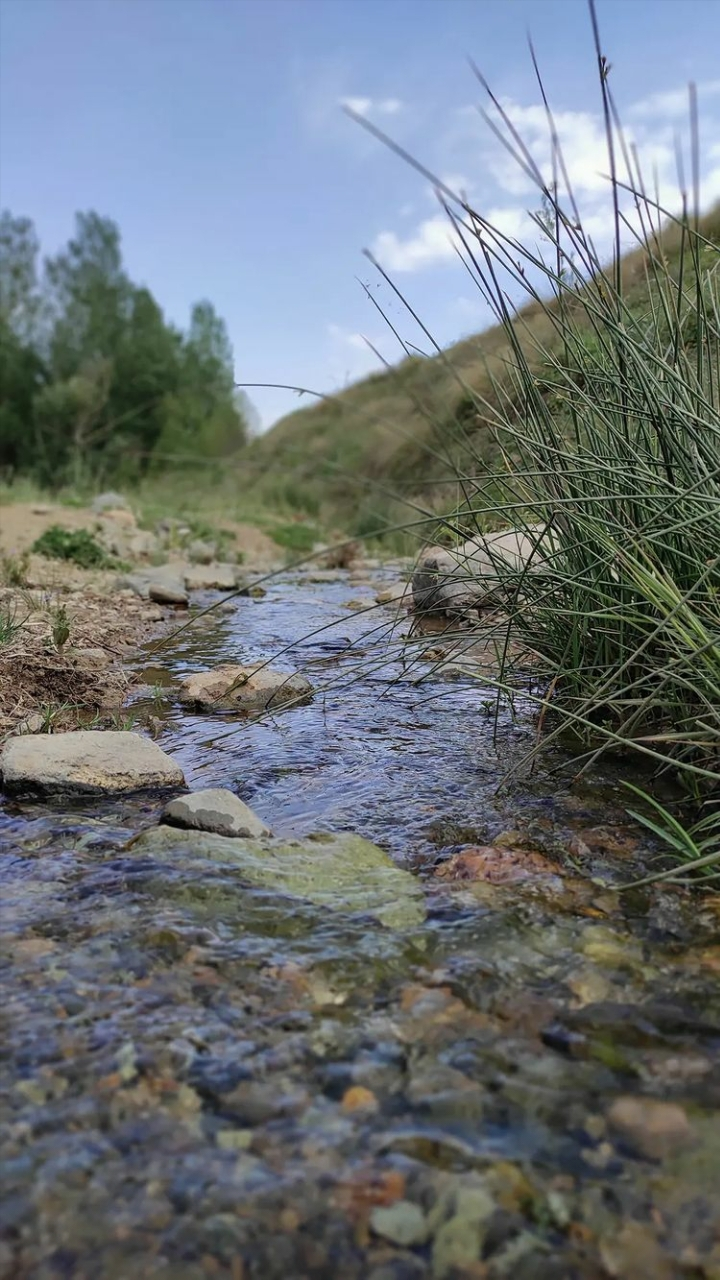
آب زلال و طبیعت بکر (چای)

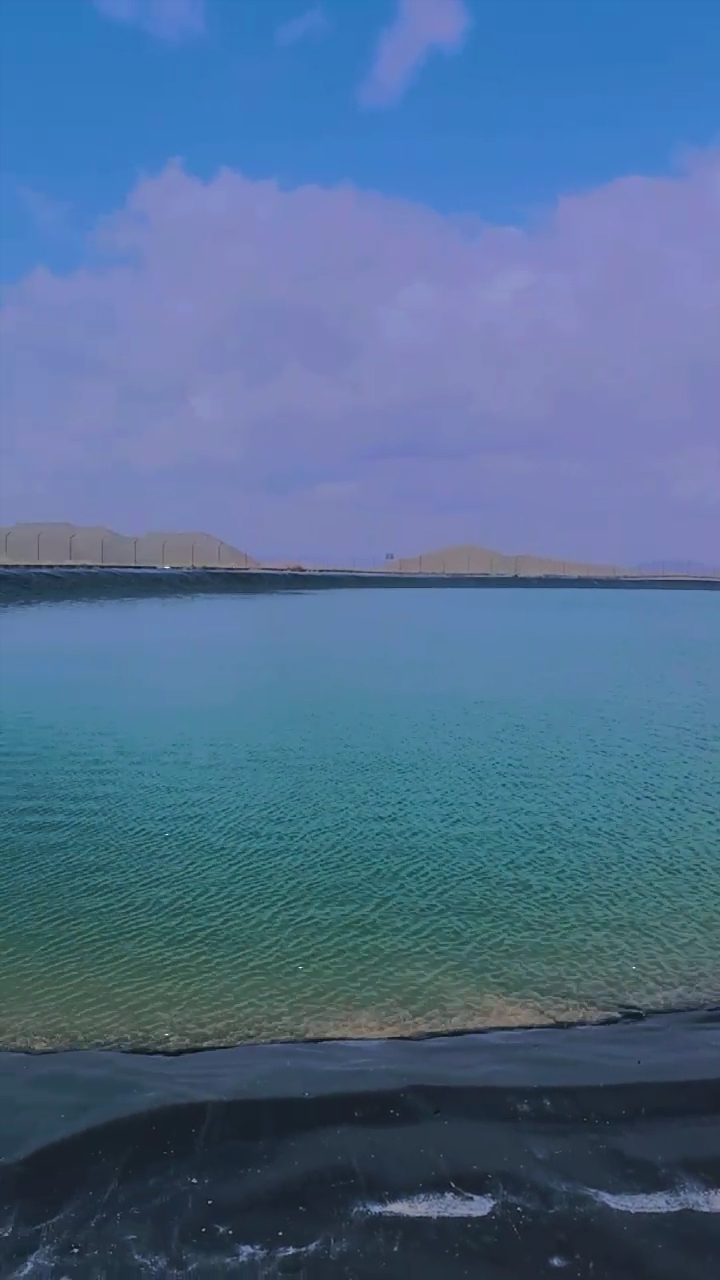
سد زیبای قهوج

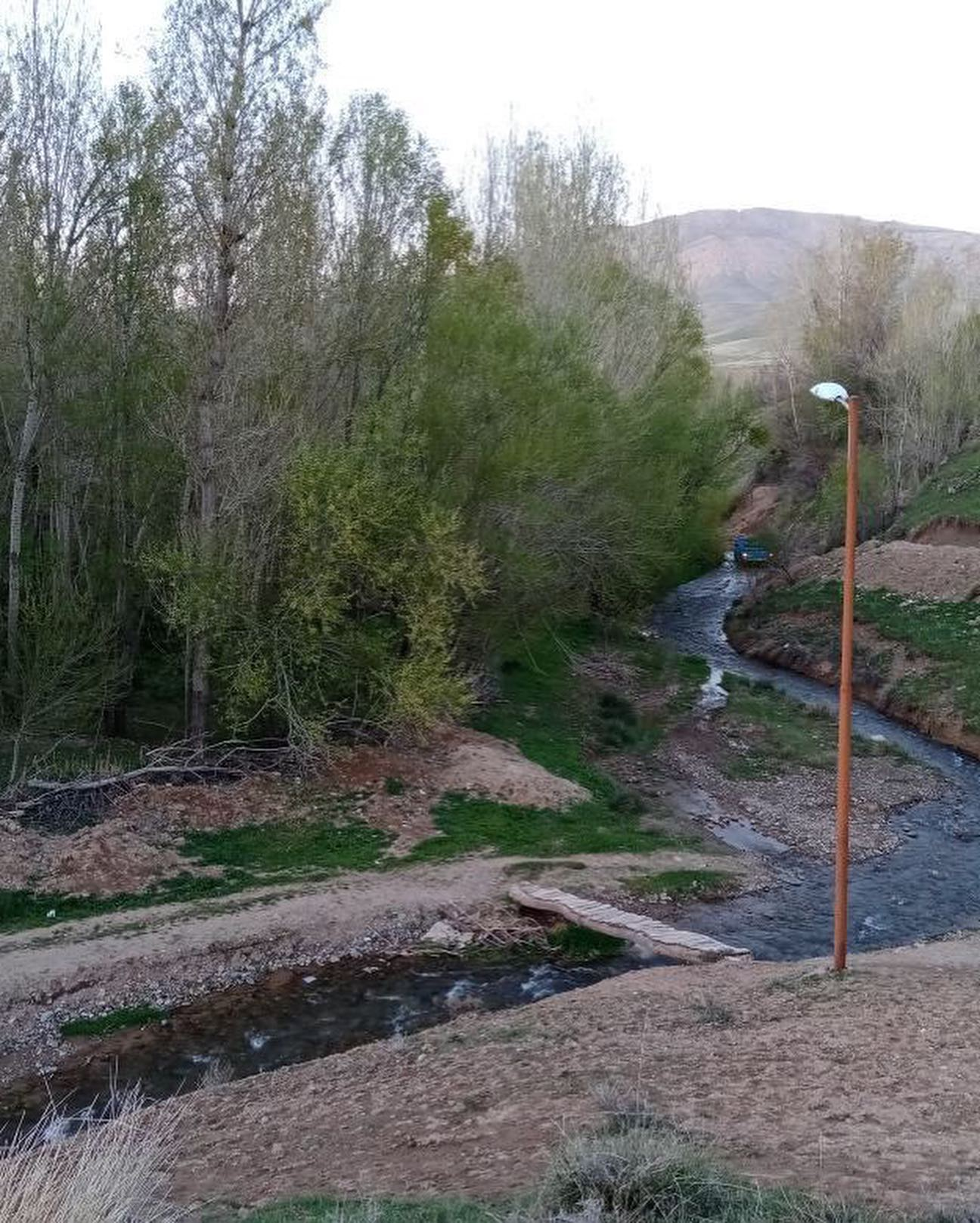
رودخانه قهوج (چای)

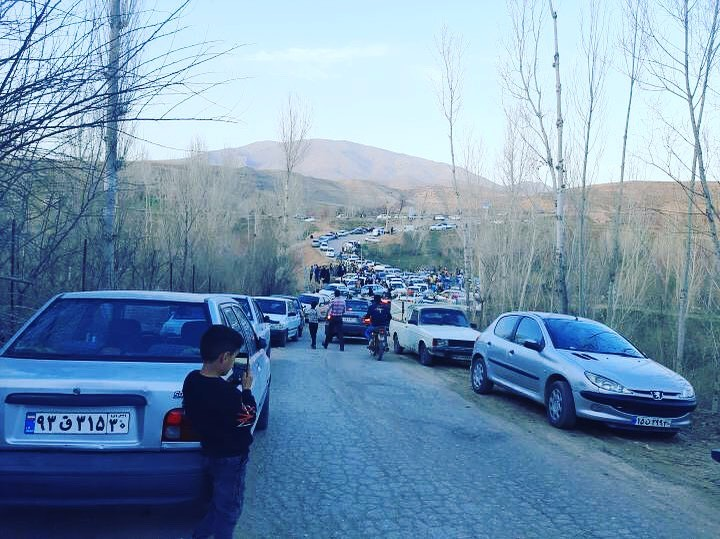
سیزده به در روستای قهوج

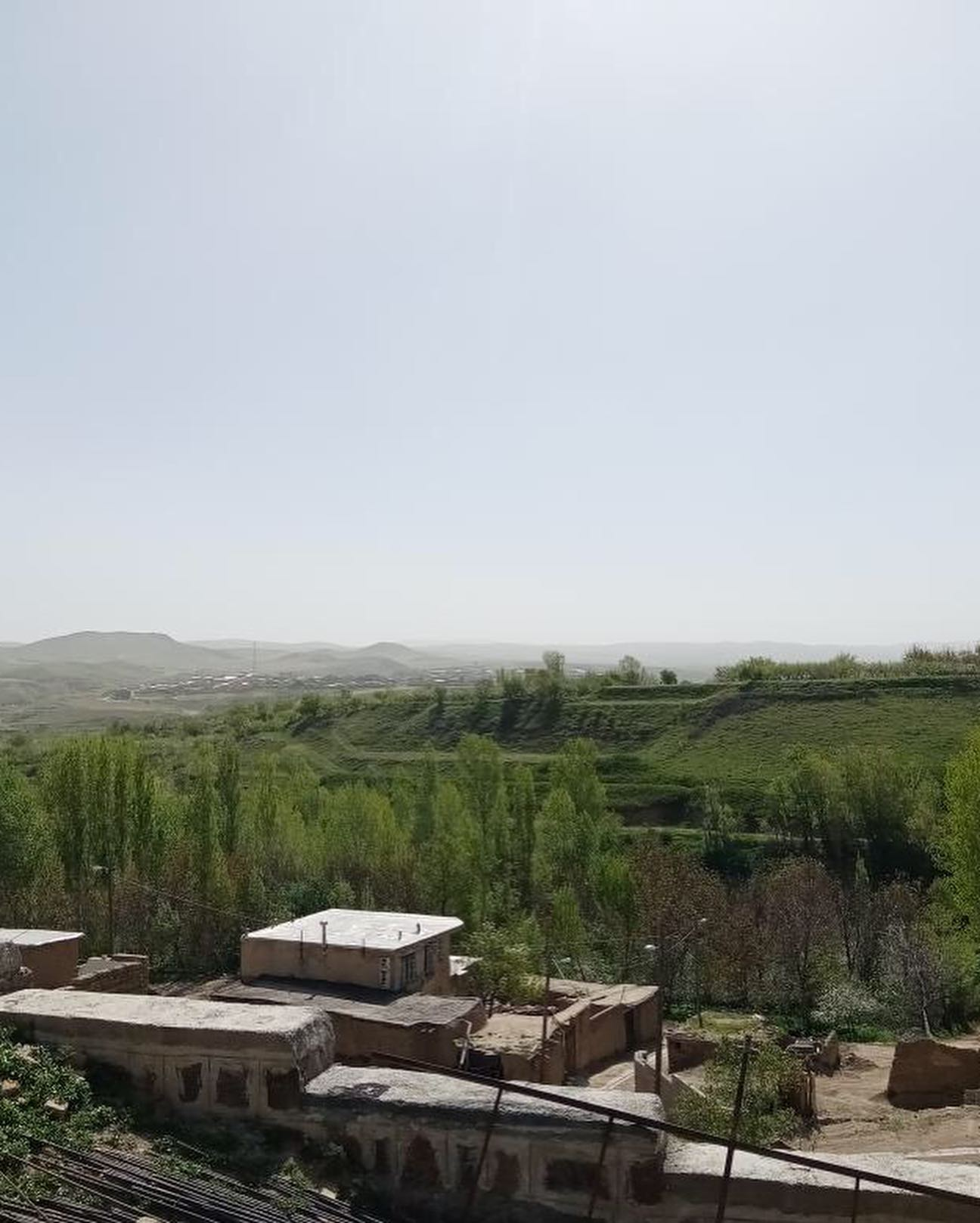
طبیعت زیبای حامام چای